# Premi Oscar 1952
La 24ª edizione della cerimonia di premiazione dei Premi Oscar si è tenuta il 20 marzo 1952 a Los Angeles, al RKO Pantages Theatre, condotta dall'attore comico Danny Kaye.

## Vincitori e candidati
Vengono di seguito indicati in grassetto i vincitori. Dove ricorrente e disponibile, viene indicato il titolo in lingua italiana e quello in lingua originale tra parentesi.

### Miglior film
- Un americano a Parigi (An American in Paris), regia di Vincente Minnelli
- I dannati (Decision before Dawn), regia di Anatole Litvak
- Un posto al sole (A Place in the Sun), regia di George Stevens
- Quo vadis, regia di Mervyn LeRoy
- Un tram che si chiama Desiderio (A Streetcar Named Desire), regia di Elia Kazan

### Miglior regia
- George Stevens - Un posto al sole (A Place in the Sun)
- Vincente Minnelli - Un americano a Parigi (An American in Paris)
- William Wyler - Pietà per i giusti (Detective Story)
- Elia Kazan - Un tram che si chiama Desiderio (A Streetcar Named Desire)
- John Huston - La regina d'Africa (The African Queen)

### Miglior attore protagonista
- Humphrey Bogart - La regina d'Africa (The African Queen)
- Marlon Brando - Un tram che si chiama Desiderio (A Streetcar Named Desire)
- Montgomery Clift - Un posto al sole (A Place in the Sun)
- Arthur Kennedy - Vittoria sulle tenebre (Bright Victory)
- Fredric March - Morte di un commesso viaggiatore (Death of a Salesman)

### Migliore attrice protagonista
- Vivien Leigh - Un tram che si chiama Desiderio (A Streetcar Named Desire)
- Katharine Hepburn - La regina d'Africa (The African Queen)
- Eleanor Parker - Pietà per i giusti (Detective Story)
- Shelley Winters - Un posto al sole (A Place in the Sun)
- Jane Wyman - Più forte dell'amore (The Blue Veil)

### Miglior attore non protagonista
- Karl Malden - Un tram che si chiama Desiderio (A Streetcar Named Desire)
- Leo Genn - Quo vadis
- Kevin McCarthy - Morte di un commesso viaggiatore (Death of a Salesman)
- Peter Ustinov - Quo vadis
- Gig Young - Alcool (Come Fill the Cup)

### Migliore attrice non protagonista
- Kim Hunter - Un tram che si chiama Desiderio (A Streetcar Named Desire)
- Joan Blondell - Più forte dell'amore (The Blue Veil)
- Mildred Dunnock - Morte di un commesso viaggiatore (Death of a Salesman)
- Lee Grant - Pietà per i giusti (Detective Story)
- Thelma Ritter - La madre dello sposo (The Mating Season)

### Miglior sceneggiatura
- Michael Wilson e Harry Brown - Un posto al sole (A Place in the Sun)
- James Agee e John Huston - La regina d'Africa (The African Queen)
- Philip Yordan e Robert Wyler - Pietà per i giusti (Detective Story)
- Max Ophüls e Jacques Natanson - Il piacere e l'amore (La Ronde)
- Tennessee Williams - Un tram che si chiama Desiderio (A Streetcar Named Desire)

### Migliori soggetto e sceneggiatura
- Alan Jay Lerner - Un americano a Parigi (An American in Paris)
- Billy Wilder, Lesser Samuels e Walter Newman - L'asso nella manica (The Big Carnival)
- Philip Dunne - Davide e Betsabea (David and Bathsheba)
- Clarence Greene e Russell Rouse - La bambina nel pozzo (The Well)
- Robert Pirosh - Allo sbaraglio (Go For Broke!)

### Miglior soggetto
- Paul Dehn e James Bernard - Minaccia atomica (Seven Days to Noon)
- Oscar Millard - Le rane del mare (The Frogmen)
- Budd Boetticher e Ray Nazarro - L'amante del torero (Bullfighter and the Lady)
- Alfred Hayes e Stewart Stern - Teresa
- Robert Riskin e Liam O'Brien - È arrivato lo sposo (Here Comes the Groom)

### Miglior fotografia
- Bianco e nero

- William C. Mellor - Un posto al sole (A Place in the Sun)
- Franz Planer - Morte di un commesso viaggiatore (Death of a Salesman)
- Norbert Brodine - Le rane del mare (The Frogmen)
- Robert Burks - L'altro uomo (Strangers on a Train)
- Harry Stradling - Un tram che si chiama Desiderio (A Streetcar Named Desire):

- Colore

- Alfred Gilks e John Alton - Un americano a Parigi (An American in Paris)
- Charles Rosher - Show Boat
- Robert Surtees e William V. Skall - Quo vadis
- John F. Seitz e W. Howard Greene - Quando i mondi si scontrano (When Worlds Collide)
- Leon Shamroy - Davide e Betsabea (David and Bathsheba)

### Miglior scenografia
- Bianco e nero

- Richard Day e George James Hopkins - Un tram che si chiama Desiderio (A Streetcar Named Desire)
- Lyle Wheeler, Leland Fuller, Thomas Little e Fred J. Rode - La quattordicesima ora (Fourteen Hours)
- Lyle Wheeler, John DeCuir, Thomas Little e Paul S. Fox - Ho paura di lui (House on Telegraph Hill)
- D'Eaubonne - Il piacere e l'amore (La Ronde)
- Cedric Gibbons, Paul Groesse, Edwin B. Willis e Jack D. Moore - L'ingenua maliziosa (Too Young to Kiss)

- Colore

- Cedric Gibbons, Preston Ames, Edwin B. Willis e Keogh Gleason - Un americano a Parigi (An American in Paris)
- Lyle Wheeler, George Davis, Thomas Little e Paul S. Fox - Davide e Betsabea (David and Bathsheba)
- Lyle Wheeler, Leland Fuller, Joseph C. Wright, Thomas Little e Walter M. Scott - Divertiamoci stanotte (On the Riviera)
- William A. Horning, Cedric Gibbons, Edward Carfagno e Hugh Hunt - Quo vadis
- Hein Heckroth - I racconti di Hoffmann (The Tales of Hoffmann)

### Migliori costumi
- Bianco e nero

- Edith Head - Un posto al sole (A Place in the Sun)
- Walter Plunkett e Gile Steele - Kind Lady
- Charles LeMaire e Renié - Mariti su misura (The Model and the Marriage Broker)
- Edward Stevenson e Margaret Furse - Un monello alla corte d'Inghilterra (The Mudlark)
- Lucinda Ballard - Un tram che si chiama Desiderio (A Streetcar Named Desire)

- Colore

- Orry-Kelly, Walter Plunkett e Irene Sharaff - Un americano a Parigi (An American in Paris)
- Charles LeMaire e Edward Stevenson - Davide e Betsabea (David and Bathsheba)
- Helen Rose e Gile Steele - Il grande Caruso (The Great Caruso)
- Herschel McCoy - Quo vadis
- Hein Heckroth - I racconti di Hoffmann (Tales of Hoffmann)

### Migliori effetti speciali
- Paramount - Quando i mondi si scontrano (When Worlds Collide)

### Miglior montaggio
- William Hornbeck - Un posto al sole (A Place in the Sun)
- Adrienne Fazan - Un americano a Parigi (An American in Paris)
- Dorothy Spencer - I dannati (Decision before Dawn)
- Ralph E. Winters - Quo vadis
- Chester Schaeffer - La bambina nel pozzo (The Well)

### Miglior sonoro
- Douglas Shearer e Metro-Goldwyn-Mayer Studio Sound Department - Il grande Caruso (The Great Caruso)
- Leslie I. Carey e Universal-International Studio Sound Department - Vittoria sulle tenebre (Bright Victory)
- Gordon Sawyer e Samuel Goldwyn Studio Sound Department - Di fronte all'uragano (I Want You)
- Nathan Levinson e Warner Bros. Studio Sound Department - Un tram che si chiama Desiderio (A Streetcar Named Desire)
- John O. Aalberg e RKO Radio Studio Sound Department - Quattro ragazze all'abbordaggio (Two Tickets to Broadway)

### Migliore colonna sonora
- Film musicale

- Johnny Green e Saul Chaplin - Un americano a Parigi (An American in Paris)
- Oliver Wallace - Alice nel Paese delle Meraviglie (Alice in Wonderland)
- Peter Herman Adler e Johnny Green - Il grande Caruso (The Great Caruso)
- Alfred Newman - Divertiamoci stanotte (On the Riviera)
- Adolph Deutsch e Conrad Salinger - Show Boat

- Film drammatico o commedia

- Franz Waxman - Un posto al sole (A Place in the Sun)
- Miklós Rózsa - Quo vadis
- Alfred Newman - Davide e Betsabea (David and Bathsheba)
- Alex North - Un tram che si chiama Desiderio (A Streetcar Named Desire)
- Alex North - Morte di un commesso viaggiatore (Death of a Salesman)

### Miglior canzone
- "In the Cool, Cool, Cool of the Evening", musica di Hoagy Carmichael, testo di Johnny Mercer - È arrivato lo sposo (Here Comes the Groom)
- "A Kiss to Build a Dream On", musica e testo di Bert Kalmar, Harry Ruby e Oscar Hammerstein II - La donna del gangster (The Strip)
- "Never", musica di Lionel Newman, testo di Eliot Daniel - Un'avventura meravigliosa (Golden Girl)
- "Too Late Now", musica di Burton Lane, testo di Alan Jay Lerner - Sua Altezza si sposa (Royal Wedding)
- "Wonder Why", musica di Nicholas Brodszky, testo di Sammy Cahn - Ricca, giovane e bella (Rich, Young and Pretty)

### Miglior documentario
- Kon-Tiki, regia di Thor Heyerdahl
- I Was a Communist for the F.B.I., regia di Gordon Douglas

### Miglior cortometraggio
- World of Kids, regia di Robert Youngson
- Ridin' the Rails, regia di Jack Eaton
- The Story of Time, regia di Robert G. Leffingwell

### Miglior cortometraggio a 2 bobine
- La terra questa sconosciuta (Nature's Half Acre), regia di James Algar
- Balzac, regia di Jean Vidal
- Danger under the Sea, regia di Jacques-Yves Cousteau

### Miglior cortometraggio documentario
- Benjy, regia di Fred Zinnemann
- One Who Came Back, regia di Owen Crump
- The Seeing Eye, regia di Gordon Hollingshead

### Miglior cortometraggio d'animazione
- I due moschettieri (The Two Mouseketeers), regia di Joseph Barbera e William Hanna
- Abele l'agnelleone (Lambert, the Sheepish Lion), regia di Jack Hannah
- Rooty Toot Toot, regia di John Hubley

## Premi speciali

### Premio onorario al miglior film straniero
- Rashomon, regia di Akira Kurosawa (Giappone)

### Oscar onorario
- Gene Kelly in apprezzamento alla sua versatilità come attore, cantante, regista e ballerino ed in particolar modo per i suoi brillanti risultati nell'arte della coreografia nei film.

### Premio alla memoria Irving G. Thalberg
- Arthur Freed